# Kawashima Shinya
Shinya Kawashima (sinh ngày 20 tháng 7 năm 1978) là một cầu thủ bóng đá người Nhật Bản.

## Sự nghiệp câu lạc bộ
Shinya Kawashima đã từng chơi cho Sanfrecce Hiroshima, Urawa Reds, Avispa Fukuoka và FC Gifu.